# Possiólok ímeni Txapàieva
Possiólok ímeni Txapàieva (en rus: Посёлок имени Чапаева) és un poble (un possiólok) de l'óblast d'Omsk, a Rússia, que en el cens del 2010 tenia 250 habitants. Pertany al districte rural de Mariànovka.